# Haragrundet, Raseborg
Haragrundet är en ö i Finland. Den ligger i Finska viken och i kommunen Raseborg i den ekonomiska regionen  Raseborg i landskapet Nyland, i den södra delen av landet. Ön ligger omkring 98 kilometer väster om Helsingfors.
Öns area är 0,7 hektar och dess största längd är 130 meter i sydöst-nordvästlig riktning. Närmaste större samhälle är Ekenäs, 13,6 km nordost om Haragrundet.